# Sans titre (Kandinsky)
Pour les articles homonymes, voir Sans titre.
Sans titre est une aquarelle abstraite de Vassily Kandinsky datée de 1910 (feutre, encre et gouache sur papier).
Cette œuvre est à l'origine de l'avènement de l'abstraction, marquant un tournant majeur dans l'histoire de l'art. Cependant, cette affirmation est aujourd'hui contestée[réf. nécessaire] puisque les spécialistes estiment que cette aquarelle a été antidatée par l'artiste, et qu'elle daterait en réalité de 1913. Le peintre Vassily Kandinsky aurait, selon certains spécialistes, refait ce tableau en 1914 car il n'était pas satisfait de son travail.